# Państwo australijskie
Państwo australijskie (z łac. australis 'południowy') – państwo roślinne obejmujące obszar Australii oraz Tasmanii. Jego długotrwała izolacja geograficzna odcisnęła ogromne piętno na florze, która przeszła swoistą ewolucję. Dlatego zachowało się tu wiele reliktów, a całe państwo jest zdominowane przez wiele gatunków, a nawet rodzajów roślin
endemicznych. We florze australijskiej jest 13 endemicznych rodzin, około 570 endemicznych rodzajów. Endemity stanowią 90% flory, której szczególną cechą jest obecność rodzaju eukaliptusa i akacji, która ma tu swe centrum występowania.
Flora państwa nie jest zbyt bogata, liczy około 13 tys. okrytonasiennych, 1686 rodzajów.
Wielkich zmian we florze tego państwa dokonał człowiek. Wyrąb i wypalanie lasów, wypas i wprowadzanie kultur rolnych spowodowały wyginięcie niektórych gatunków roślin. Człowiek wprowadził na te tereny ponad 200 nowych gatunków roślin, w tym amerykańskie opuncje.
W obrębie państwa wyróżniane są trzy obszary:
- Obszar Australii Północno-Wschodniej (3 prowincje)
- Obszar Australii Południowo-Wschodniej (1 prowincja)
- Obszar Australii Środkowej (1 prowincja)